# Philippe Dessertine
Pour les articles homonymes, voir Dessertine.
Philippe Dessertine, né le 12 octobre 1963 à Rouen, est un économiste et universitaire français. 
Il est professeur en sciences de gestion, spécialiste de la finance, professeur des universités à l’Institut d’administration des entreprises de l'université Paris I Panthéon Sorbonne, directeur de l'Institut de Haute Finance, Directeur fondateur de la chaire Finagri, Président de l'association Finagreen. Il a été membre du Haut Conseil des finances publiques. Président du Comité 21 depuis le 7 juillet 2022.

## Biographie

### Formation
Philippe Dessertine suit ses études à Bordeaux et obtient son baccalauréat au lycée Saint-Joseph-de-Tivoli. Il est ensuite admis à Sciences Po Bordeaux et suit parallèlement une maîtrise de droit privé, un DESS de gestion, dont il est major, puis un DEA de finance en 1986. 
Il soutient une thèse de doctorat en janvier 1992 à l’IAE de Bordeaux, sous la direction du Professeur Gérard Hirigoyen. Il y traite de « l'influence de la fonction financière sur le processus stratégique des grands groupes français », en s’appuyant sur une étude de terrain de 48 grands groupes parmi les 100 premiers français en chiffre d'affaires. Il soutient son Habilitation à Diriger les Recherches en juillet 1998.
En 2001, il passe l’agrégation des universités en sciences de gestion, où il est classé deuxième. Il est nommé Professeur à l'Université Paris X Nanterre La Défense.

### Carrière
Sa carrière d'enseignant débute à l'Institut des Administrations de l'Université de Bordeaux I en 1986 ; il enseigne à l'ESC Bordeaux en 1992, puis est nommé maître de conférences à l’IAE de la même ville en septembre. Il entame ensuite une recherche postdoctorale où il étudie la place d’un organisme de régulation des marchés, comme la Securities and Exchange Commission (SEC), dans la normalisation comptable et financière américaine. 
Il est amené dans les années 1992-1994 à s’intéresser aux normes IAS (devenues depuis IFRS), puis il étudie la formation du Nouveau marché sur la place de Paris, qu’il compare au NASDAQ américain. Il s’intéresse à la manière dont des entreprises, ayant un actionnariat patrimonial ou familial, peuvent utiliser ce type de marché pour ouvrir leur capital et se développer stratégiquement. Parallèlement, il enseigne à l’IAE de Bordeaux en finance, finance internationale et normes comptables internationales, principalement en DESS et DEA. 
Il assume la responsabilité pédagogique du DESS Contrôle de Gestion et Audit Interne. Il intervient dans de nombreux pays, en Europe, en Asie, au Moyen-Orient, en Amérique du Nord, centrale et du Sud, en français, anglais et espagnol.
Pour ses enseignements en finance internationale, il s’intéresse à la question monétaire et aux couvertures qui peuvent être utilisées en cas de variations de changes (crise de 1998). En 1998, il soutient son HDR (Habilitation à Diriger les Recherches) à l’IAE de Bordeaux. Il est alors élu membre du Conseil National des Universités, il est également membre du conseil d’administration de l’association française de comptabilité, membre de l’association française de finance et de nombreuses associations scientifiques internationales.
Après avoir obtenu l'agrégation en 2001, il est nommé à l’Université Paris-Nanterre en tant que Professeur des universités. Il y prend la direction du Laboratoire Céros (Centre d’Études et de Recherches sur les Organisations et la Stratégie), fonction qu’il occupe jusqu’en 2009. Pendant cette période, il est également membre élu du Conseil Scientifique de l’Université et membre du Conseil d’UFR. Il y crée en 2007 un Master de Recherches, en Sciences Financières.
À partir de 2003, il prend la direction de l’Institut de Haute Finance. Cette formation devient sous son impulsion un Master de l’Université Paris-Nanterre, puis à partir de 2013, un master de l’IAE de l'Université Panthéon-Sorbonne.
En 2009, il fait partie de la commission du Grand Emprunt, présidée par Alain Juppé et Michel Rocard. Cette même année, il devient l'actionnaire majoritaire des éditions Anne Carrière.
En mars 2013, sur proposition de Jean-Paul Delevoye, Président du Conseil économique, social et environnemental, il est nommé au nouveau Haut Conseil des finances publiques, présidé par Didier Migaud. En décembre 2013, il rejoint l'IAE de l'Université Paris I Panthéon Sorbonne.
Il est Président du Cercle de l'Entreprise, vice-président du Cercle Turgot et membre du Grand Jury du Prix Turgot.
Il a été membre de l'Observatoire d'accès aux marchés financiers des PME, membre de la commission Cotis sur la Valeur Ajoutée, et membre de la commission Ricol sur l’accès au marché financier des PME.

## Positions économiques
Il a été un des premiers économistes à annoncer la crise des subprimes et celle de l'euro dans une série d'articles publiés dès 2003. À partir de 2007, il annonce que la crise qui commence est un tournant majeur de l'histoire économique. En mars 2007, de retour de New-York, il donne des conférences annonçant le risque d’un krach lié aux subprimes. Il s'insurge pendant l'année 2008 contre tous ceux qui annoncent une fin rapide des dysfonctionnements.
Dès 2011, il organise à New York pour les participants de l’Institut de Haute Finance des conférences à « la Maison du Bitcoin » à Wall Street, afin de sensibiliser les financiers européens à Blockchain et aux cryptos monnaies.
En 2013, il avance que la crise bancaire et financière de 2008 et ses prolongements seraient dus aux dirigeants des pays occidentaux qui, à partir des années 1990, auraient choisi de faciliter le crédit pour conserver la croissance et maintenir les systèmes sociaux mis en place par les différents États-providence depuis la Libération. L'endettement, source de la crise, aurait été le fait d'une politique volontaire.
À partir de 2016, il s’intéresse au financement des investissements pour combattre le dérèglement climatique et promouvoir le développement durable. Il crée à l’IAE de Paris, Université de Paris 1 Panthéon Sorbonne, la chaire Finagri (Financement de l’agriculture), avec l’Inrae. L’agriculture et plus largement l’agro-alimentaire lui semblent particulièrement importants comme terrain de recherche : activité à fort impact environnemental, elle est aussi traditionnellement l’un des points forts de l’économie française, structurant en partie son territoire. De surcroît, l’agriculture par la PAC (Politique Agricole Commune) est également l’une des pierres angulaires de la construction européenne, autre sujet de prédilection de Philippe Dessertine. Il présente d’ailleurs sa chaire à la Commission Européenne à Bruxelles, à la Direction Générale économique ainsi qu’à la Direction Générale agriculture, puis à la Banque Européenne d’Investissement et au Fonds Européen d’Investissement au Luxembourg.
Ayant achevé la première phase de développement des travaux de la chaire, il crée en 2021, en présence de nombreux représentants du monde agricole, de la recherche agronomique, de la finance et de la coopérative, l’association Fiangreen dont la vocation est la labellisation d’investissements de développement durable dans le domaine agricole sur la base de leur mesure d’impacts.
Il poursuit le développement de cette mesure d’impacts dans le cadre de la chaire et des travaux doctoraux qu’il dirige.
En 2017, à la demande de Bettina Laville, Présidente du Comité 21, il prend la présidence du Comité de Prospective de ce même Comité et conduit la rédaction d’un important rapport collectif « La grande Transformation », présenté au Change NOw Summit le 30 janvier 2020 au Grand Palais à Paris.
Il est élu Président de l’association Comité 21 le 7 juillet 2022 en remplacement de Bettina Laville pour un mandat de 3 ans.

## Publications

### À titre personnel
- 2009 : Ceci n’est pas une crise, juste la fin d’un monde, Anne Carrière ;
- 2010 : Le monde s’en va-t-en guerre, ne sait quand reviendra, Anne Carrière ;
- 2011 : La décompression, des solutions après le krach, Anne Carrière ;
- 2012 : Le Gué du Tigre, roman, Anne Carrière ;
- 2014 : Boum boum baby boom, Anne Carrière
- 2014 : En tout espoir de causes, Anne Carrière ;
- 2015 : Le Fantôme de l'Élysée, visite impromptue du Baron Necker à François Hollande, Albin Michel[14] ;
- 2017 : Le talent assassiné , Anne Carrière
- 2018 : Le Talent et les Assassins, roman, Anne Carrière ;
- 2021 : Le Grand Basculement, essai, Robert Laffont.
- 2022 : L'épargne, Éditions SW Télémaque
- 2022 : Qui va payer la facture?,  Robert Laffont
- 2025 : L'horizon des possibles, Robert Laffont, 254 p. (ISBN 978-2-221-26379-2)

### Ouvrages collectifs
- 2008 : Comptabilité, Pearson ; Dareios, coll. Gestion Appliquée, 2e éd., avec Patrick Provillard ;
- 2008 : Les nouveaux portraits du CAC 40, ouvrage collectif, Cercle de l’entreprise Village Mondial Ed., Paris ;
- 2009 : Repenser la planète Finance, ouvrage collectif, Cercle Turgot Eyrolles, Paris ;
- 2010 : Chinamérique, ouvrage collectif, Cercle Turgot Eyrolles, Paris ;
- 2011 : Rigueur ou relance, le dilemme de Buridan, ouvrage collectif, Cercle Turgot Eyrolles, Paris ;
- 2011 : Pour une nouvelle gouvernance de l’entreprise, ouvrage collectif, Les cahiers du cercle, Cercle de l’entreprise Eyrolles, Paris ;
- 2012 : Pour une nouvelle Finance mondiale, ouvrage collectif, Cercle Turgot Eyrolles, Paris.
- 2018 : Les banques face à leur avenir proche, ouvrage collectif, Cercle Turgot Eyrolles, Paris
- 2019 :The Rise of Green Finance in Europe (Opportunities and Challenges for Issuers, Investors and Marketplaces), Palgrave MacMillan
- 2020 : La grande transformation, Rapport du Comité Prospective du Comité 21
- 2020 : Sustainability and Financial Risks (The Impact of Climate Change, Environmental Degradation and Social Inequality on Financial Markets), Palgrave MacMillan, London, New York
- 2020 : Dettes : Potion magique ou poison mortel, Cercle Turgot, Editions Télémaque
- 2022 : Un président devrait faire ça - Mesures d'urgence pour le prochain quinquennat - Cercle Turgot, Editions Télémaque